# Mercedes-Benz M260/M264 (двигатель)
Mercedes-Benz M260 и M264 — это турбированные рядные четырёхцилиндровые двигатели производимые Mercedes-Benz с 2017 года. Они являются преемниками двигателей M270 и M274.
M 260
Установка поперечно, в моделях с ведущим передним мостом (передний привод)
M 264
Установка продольно, в моделях с ведущим задним мостом (задний привод)

## Описание
Оба двигателя основаны на одной модульной платформе, однако двигатель M260 размещён поперечно (для переднеприводных моделей), а M264 продольно (для заднеприводных моделей). Они оба используют два распредвала и 4 клапана на цилиндр, двухтактный турбокомпрессор, а также фильтры для твёрдых частиц. Двигатели M264 также имеют изменяемые фазы газораспределения на впускном валу и дополнительную 48-вольтную бортовую сеть для питания электрического водяного насоса и встроенного стартер-генератора.

## Версии

### M 260 E20 DE LA
| Устанавливался в | модельный ряд | Срок строительства  |
| --- | ------------- | ------------------- |
| Объем: 1991 см³, мощность: 140 кВт (190 л.с.) при 5500 об / мин, крутящий момент: 300 Нм при 1800–4000 об / мин.                  |               |                     |
| А 220 А 220 4MATIC | 177 серии     | с 07/2018           |
| CLA 220 CLA 220 4MATIC | 118 серии     | с 03/2019           |
| B 220 B 220 4MATIC | W 247         | с 04/2019 с 01/2019 |
| Рабочий объем: 1991 см³, мощность: 165 кВт (224 л.с.) при 5500 об / мин, крутящий момент: 350 Нм при 1800–4000 об / мин.          |               |                     |
| А 250 А 250 4MATIC | 177 серии     | с 03/2018 с 07/2018 |
| CLA 250 CLA 250 4MATIC | 118 серии     | с 03/2019           |
| B 250 B 250 4MATIC | W 247         | с 01/2019           |
| GLB 250 4MATIC | 247 х         | с 12/2019           |
| Рабочий объем: 1991 куб. См, мощность: 225 кВт (306 л.с.) при 5800–6100 об / мин, крутящий момент: 400 Нм при 3000–4000 об / мин. |               |                     |
| А 35 4MATIC | 177 серии     | с 01/2019           |
| CLA 35 4MATIC | 118 серии     | с 04/2019           |
| GLB 35 4MATIC | 247 х         | с 12/2019           |

### M 264 E15 DEH LA
| Устанавливался в | Серия     | Дата производства |
| --- | --------- | ----------------- |
| Объём: 1497 см³, Мощность: 135 + 10 кВт (184 + 14 л. с.) на 5.800-6.100/мин, Крутящий Момент: 280 Нм на 3.000-4.000/мин |           |                   |
| C 200 | Серия 205 | с 04/2018         |

### M 264 E20 DEH LA
| Устанавливался в | Серия     | Дата производства   |
| --- | --------- | ------------------- |
| Объём: 1991 см³, Мощность: 190 кВт (258 л. с.) на 5.800-6.100/мин, Крутящий Момент: 370 Нм на 1.800-4.000/мин           |           |                     |
| C 300 | Серия 205 | c 06/2018           |
| Объём: 1991 см³, Мощность: 220 + 10 кВт (299 + 14 л. с.) на 5.800-6.100/мин, Крутящий Момент: 400 Нм на 3.000-4.000/мин |           |                     |
| E 350 | W213 C238 | c 04/2018 c 10/2017 |
| CLS 350 | C257      | с осени 2018        |

* Расшифровка сокращений: M = Мотор (Отто), Серия = 3 цифры, DE = Непосредственный впрыск, A = Турбонаддув, L = охлаждение наддувного воздуха.